# Музејска миља
Музејска миља (енгл. Museum Mile) је назив за један део њујоршке улице Пета авенија, где је концентрисан велики број музеја. Простиру се од 82. до 105. улице на Горњој источној страни у четврти познатој под називом Карнеги хол. На овом простору се налази једна од највећих збирки уметнина у целом свету. Музејска миља се у стварности простире на нешто већој дужини од једне миље. Овде се налази девет музеја, а десети под називом Музеј за афричку уметност постаје део миље 2009. године. Овај музеј се налази нешто ниже, тачније код 110. улице и први је новоизграђени музеј после Гугенхајма 1959. године. Музеји сарађују током истоименог фестивала, који се одржава сваке године у јуну месецу.

## Музеји
| Улица | Музеј                                              |
| ----- | -------------------------------------------------- |
| 82.   | Музеј Метрополитен                                 |
| 83.   | Гете институт- културни центар у Њујорку           |
| 86.   | Нова галерија                                      |
| 88.   | Гугенхајм музеј                                    |
| 89.   | Музеј Националне академије и Школа лепих уметности |
| 91.   | Копер-Хјуитов музеј националног дизајна            |
| 92.   | Јеврејски музеј                                    |
| 103.  | Музеј града Њујорка                                |
| 105.  | Ел музео дел Баријо                                |
| 110.  | Музеј за афричку уметност                          |